# Михайловка (Нижнегорский район)
Миха́йловка (до 1945 года Карами́н; укр. Михайлівка, крымскотат. Qaramiñ, Къараминъ) — село в Нижнегорском районе Республики Крым, центр Михайловского сельского поселения (согласно административно-территориальному делению Украины — Михайловского сельского совета Автономной Республики Крым).

## Население
| 2001 | 2014  |
| ---- | ----- |
| 2951 | ↘2241 |

Всеукраинская перепись 2001 года показала следующее распределение по носителям языка
| Язык             | Процент |
| ---------------- | ------- |
| русский          | 83.73   |
| украинский       | 15.93   |
| крымскотатарский | 6.51    |
| другие           | 0.27    |

### Динамика численности
| - 1805 год — 102 чел. - 1864 год — 71 чел. - 1886 год — 184 чел. - 1889 год — 208 чел. - 1892 год — 272 чел. - 1900 год — 296 чел. - 1911 год — 316 чел. - 1915 год — 345/48 чел. | - 1926 год — 429 чел. - 1931 год — 425 чел. - 1939 год — 741 чел. - 1974 год — 1939 чел. - 1989 год — 3286 чел. - 2001 год — 2951 чел. - 2014 год — 2241 чел. |

## Современное состояние
На 2017 год в Михайловке числится 13 улиц и 2 территории Комплекс зданий и сооружений № 4 и № 5; на 2009 год, по данным сельсовета, село занимало площадь 1,7 тысяч гектаров на которой, в 469 дворах и 27 многоэтажных зданиях, проживало более 2,7 тысяч человек. В селе действуют средняя школа, детский сад «Солнышко», амбулатория общей практики семейной медицины, сельский дом
культуры, храм в честь Архистратига Божия Михаила. Михайловка связана автобусным сообщением с Симферополем, райцентром и соседними населёнными пунктами.

## География
Михайловка — большое село в центре района, в степном Крыму, высота центра села над уровнем моря — 26 м. Ближайшие сёла: Кунцево в 2 км на северо-восток и Уютное в 2,5 км на юго-запад. Расстояние до райцентра — около 12 километров (по шоссе), в селе расположена железнодорожная станция — платформа 30 км (на линии Джанкой — Феодосия).

### Название
Историческое название села — Карамин — в переводе с крымскотатарского чёрная земля.

## История
Первое документальное упоминание села встречается в Камеральном Описании Крыма… 1784 года, судя по которому, в последний период Крымского ханства Карамек входил в Насывский кадылык Карасъбазарскаго каймаканства. После присоединения Крыма к России (8) 19 апреля 1783 года, (8) 19 февраля 1784 года, именным указом Екатерины II сенату, на территории бывшего Крымского Ханства была образована Таврическая область и деревня была приписана к Перекопскому уезду. После Павловских реформ, с 1796 по 1802 год, входила в Перекопский уезд Новороссийской губернии. По новому административному делению, после создания 8 (20) октября 1802 года Таврической губернии, Карамин был включён в состав Таганашминской волости Перекопского уезда.
Согласно Ведомости о всех селениях, в Перекопском уезде состоящих с показанием в которой волости сколько числом дворов и душ… от 21 октября 1805 года, в деревне Карамин в 12 дворах проживал 101 крымский татарин и 1 ясыр. На военно-топографической карте генерал-майора Мухина 1817 года деревня Карамик обозначена с 8 дворами. После реформы волостного деления 1829 года Карамин, согласно «Ведомости о казённых волостях Таврической губернии 1829 года», отнесли к Башкирицкой волости (переименованной из Таганашминской). На карте 1836 года в деревне 16 дворов. Затем, видимо, вследствие эмиграции крымских татар в Турцию, деревня заметно опустела и на карте 1842 года Карамин обозначен условным знаком «малая деревня», то есть, менее 5 дворов.
В 1860-х годах, после земской реформы Александра II, деревню включили в состав Владиславской волости. Согласно «Памятной книжке Таврической губернии за 1867 год», деревня Карамин была покинута жителями в 1860—1864 годах, в результате эмиграции крымских татар, особенно массовой после Крымской войны 1853—1856 годов, в Турцию и заселена немцами колонистами под названием Криненталь, а по энциклопедическому словарю Немцы России, лютеранско-католическое поселение Грюненталь (нем. Grünental), в переводе «Зелёная долина», было основано, на 3 450 десятинах земли, в 1859 году.
В «Списке населённых мест Таврической губернии по сведениям 1864 года», составленном по результатам VIII ревизии 1864 года, Карамин, он же немецкая колония Грюненталь, с 25 дворами и 71 жителем при колодцах. По обследованиям профессора А. Н. Козловского начала 1860-х годов, в селении вода в колодцах глубиной 3—5 саженей (6—10 м) была частью пресная, а чаще солёная. На 1867 год в Гринентале действовала школа, в которой немецким детям преподавали русский язык. На трёхверстовой карте 1865—1876 года колония вновь обозначена, как Криненталь, с 19 дворами. После утверждения 3 июля 1871 года Александром II Правила устройство поселян-собственников (бывших колонистов), деревню приписали к немецкой Эйгенфельдской волости. В 1883 году, согласно энциклопедическому словарю «Немцы России», в Грюнентале построена католическия церковь и поселение стало селом, а, на 1886 год в немецкой колонии Приненталь (Карамин), согласно справочнику «Волости и важнѣйшія селенія Европейской Россіи», проживало 184 человека в 36 домохозяйствах, действовали волостное правление, школа и лавка. В «Памятной книге Таврической губернии 1889 года», по результатам Х ревизии 1887 года, в селе Грюненталь числилось 35 дворов и 208 жителей.
После земской реформы 1890-х годов Карамин приписали к Тотанайской волости. По «…Памятной книжке Таврической губернии на 1892 год» в селе Карамин, составлявшей Караминское сельское общество, числилось 272 жителя в 36 домохозяйствах. Согласно «…Памятной книжке Таврической губернии на 1900 год», в Карамине числилось 296 жителей в 36 дворах, в 1911—316. На 1914 год в селении действовала лютеранская церковь. По Статистическому справочнику Таврической губернии. Ч.II-я. Статистический очерк, выпуск пятый Перекопский уезд, 1915 год, в деревне Карамин Тотанайской волости Перекопского уезда числилось 36 дворов (35 дворов с землёй, 1 — безземельныё) с немецким населением в количестве 345 человек приписных жителей и 48 «посторонних», из которых 191 мужчина и 202 женщины. Жители владели 3541 десятинами удобной земли. В хозяйствах имелось 376 лошадей, 220 волов, 233 коровы и 174 головы мелкого скота.
После установления в Крыму Советской власти, по постановлению Крымревкома от 8 января 1921 года № 206 «Об изменении административных границ» была упразднена волостная система, Перекопский уезд переименовали в Джанкойский и в составе Джанкойского уезда был создан Джанкойский район. В 1922 году уезды преобразовали в округа. 11 октября 1923 года, согласно постановлению ВЦИК, в административное деление Крымской АССР были внесены изменения, в результате которых округа были ликвидированы, основной административной единицей стал Джанкойский район и село включили в его состав. Согласно Списку населённых пунктов Крымской АССР по Всесоюзной переписи 17 декабря 1926 года, в селе Карамин, Тотанайского сельсовета Джанкойского района, числилось 78 дворов, из них 74 крестьянских, население составляло 429 человек, из них 411 немцев, 9 русских, 7 украинцев, 1 еврей, 1 записан в графе «прочие», действовала немецкая школа. Постановлением Президиума КрымЦИКа «Об образовании новой административной территориальной сети Крымской АССР» от 26 января 1935 года был образован Колайский район (переименованный указом ВС РСФСР № 621/6 от 14 декабря 1944 года в Азовский) и село, с населением 425 человек, вместе с сельсоветом, включили в его состав. Видимо, в ходе той же реорганизации был создан сельсовет, поскольку на 1940 год он уже существовал и действовал всю дальнейшую историю. В 1930 году в селе создана сельхозартель имени Я. М. Свердлова, позже объединённая с соседними в колхоз им. Н. К. Крупской. По данным всесоюзной переписи населения 1939 года в селе проживал 741 человек. Вскоре после начала Великой Отечественной войны, 18 августа 1941 года крымские немцы были выселены, сначала в Ставропольский край, а затем в Сибирь и северный Казахстан.
Во время Великой Отечественной войны на фронтах сражались жители села Карамин. В их честь в 1974 года в селе был установлен памятный знак — мемориальная композиция из скульптурной группы, стелы и Вечного огня. В 1942 году на территории колхоза имени Крупской (в который входил Карамин) фашисты устроили пересыльный лагерь советских военнопленных — участников Керченско-Феодосийской десантной операции. Многие из них погибли, их останки были там же захоронены. В 1960 году останки были перезахоронены в братскую могилу в Михайловку, на которой в 1965 году был сооружен памятник. Постановлением Совета министров Республики Крым № 627 от 20 декабря 2016 года оба памятника отнесены к категории объектов культурно-исторического наследия России регионального значения.
В 1944 году, после освобождения Крыма от фашистов, 12 августа 1944 года было принято постановление № ГОКО-6372с «О переселении колхозников в районы Крыма» и в сентябре 1944 года в Азовский район Крыма приехали первые новоселы (162 семьи) из Житомирской области, а в начале 1950-х годов последовала вторая волна переселенцев из различных областей Украины. Указом Президиума Верховного Совета РСФСР от 21 августа 1945 года Карамин был переименован в Михайловку и Караминский сельсовет — в Михайловский. С 25 июня 1946 года Михайловка в составе Крымской области РСФСР, а 26 апреля 1954 года Крымская область была передана из состава РСФСР в состав УССР. Время включения Михайловки в состав Новосельцевского сельсовета пока не установлено: на 15 июня 1960 года село уже в его составе. Указом Президиума Верховного Совета УССР «Об укрупнении сельских районов Крымской области», от 30 декабря 1962 года Азовский район был упразднён и село присоединили к Джанкойскому. 1 января 1965 года, указом Президиума ВС УССР «О внесении изменений в административное районирование УССР — по Крымской области», село включили в состав Нижнегорского района. По данным переписи 1989 года в селе проживало 3286 человек. На 1968 год село вновь центр Михайловского сельсовета. С 12 февраля 1991 года село в восстановленной Крымской АССР, 26 февраля 1992 года переименованной в Автономную Республику Крым. С 21 марта 2014 года в составе Крыма аннексирована Россией.